# Alan Stephen Williams
Alan Stephen Williams (Oldham, 15 marzo 1951) è un vescovo cattolico britannico, dal 14 aprile 2014 vescovo di Brentwood.

## Biografia
Alan Stephen Williams è nato a Oldham il 15 marzo 1951.
Ha iniziato la sua formazione sacerdotale presso il presso il seminario diocesano di Allen Hall a Chelsea e si è laureato in scienze naturali all'Università di Durham
Ha poi conseguito il dottorato in psicologia presso l'Università di Londra e successivamente ottenuto la licenza in teologia presso l'Università di Cambridge ed un master in educazione religiosa all'Università di Hull.

### Ministero sacerdotale
Ha emesso i voti solenni nei maristi l'8 settembre 1976 ed è stato ordinato presbitero il 30 aprile 1983 dal cardinale Basil Hume.
Dopo l'ordinazione sacerdotale è stato prima professore del St. Mary's College a Blackburn e successivamente dal 1992 al 2000 è stato direttore della basilica di Nostra Signora di Walsingham, avendo in carico la gestione dei pellegrini. Dal 2000 al 2005 è stato cappellano presso la Sheffield Hallam University e dal 2005 al 2008 è stato parroco della St Lawrence's Church a Sidcup, sempre a Londra.
Contemporaneamente è stato anche superiore regionale dei padri maristi per il Regno Unito dal 2000 al 2008.
Dal 2008 ha ricoperto nuovamente il ruolo di direttore della basilica di Nostra Signora di Walsingham.

### Ministero episcopale
Il 14 aprile 2014 papa Francesco lo ha nominato vescovo di Brentwood. Ha ricevuto l'ordinazione episcopale il 1º luglio seguente per imposizione delle mani del cardinale Vincent Nichols.
Nel 2003, in collaborazione con il Margaret Beaufort Institute of Theology di Cambridge, ha iniziato una ricerca sociologica invitando i cattolici che non frequentavano più regolarmente i servizi religiosi a mettersi in contatto con lui in modo da poter ascoltare le loro prospettive. I risultati della sua indagine sono stati pubblicati nel marzo 2024 con il titolo Bishop Alan Listens.

## Genealogia episcopale
La genealogia episcopale è:
- Cardinale Scipione Rebiba
- Cardinale Giulio Antonio Santori
- Cardinale Girolamo Bernerio, O.P.
- Arcivescovo Galeazzo Sanvitale
- Cardinale Ludovico Ludovisi
- Cardinale Luigi Caetani
- Cardinale Ulderico Carpegna
- Cardinale Paluzzo Paluzzi Altieri degli Albertoni
- Papa Benedetto XIII
- Papa Benedetto XIV
- Papa Clemente XIII
- Cardinale Marcantonio Colonna
- Cardinale Giacinto Sigismondo Gerdil, B.
- Cardinale Giulio Maria della Somaglia
- Cardinale Carlo Odescalchi, S.I.
- Cardinale Costantino Patrizi Naro
- Cardinale Serafino Vannutelli
- Cardinale Domenico Serafini, Cong. Subl. O.S.B.
- Cardinale Pietro Fumasoni Biondi
- Arcivescovo Filippo Bernardini
- Vescovo Franziskus von Streng
- Arcivescovo Bruno Bernard Heim
- Cardinale Basil Hume, O.S.B.
- Cardinale Vincent Nichols
- Vescovo Alan Stephen Williams, S.M.